# HD128220
HD128220 — хімічно пекулярна зоря спектрального класу O9, що має видиму зоряну величину в смузі V приблизно  8,5.
Вона  розташована на відстані близько 15531,3 світлових років від Сонця.

## Магнітне поле
Спектр даної зорі вказує на наявність магнітного поля у її зоряній атмосфері.
Напруженість повздовжної компоненти поля оціненої з аналізу
крил ліній Бальмера
становить  371,9± 711,4 Гаус.